# Lišaj topolový
Lišaj topolový (Laothoe populi), dříve nazývaný také zubokřídlec topolový je noční motýl z čeledi lišajovitých. Mezi středoevropskými lišaji je neobvyklý svým vzhledem, připomínajícím v klidu suchý list.

## Rozšíření
Vyskytuje se na celém území ČR. V Československu 80. let byl považován za nejběžnějšího z lišajů.

Osídluje především vlhčí biotopy (lužní lesy, porosty v blízkosti řek), ale lze se s ním setkat i v topolových alejích podél silnic, v zahradách a parcích.

## Popis

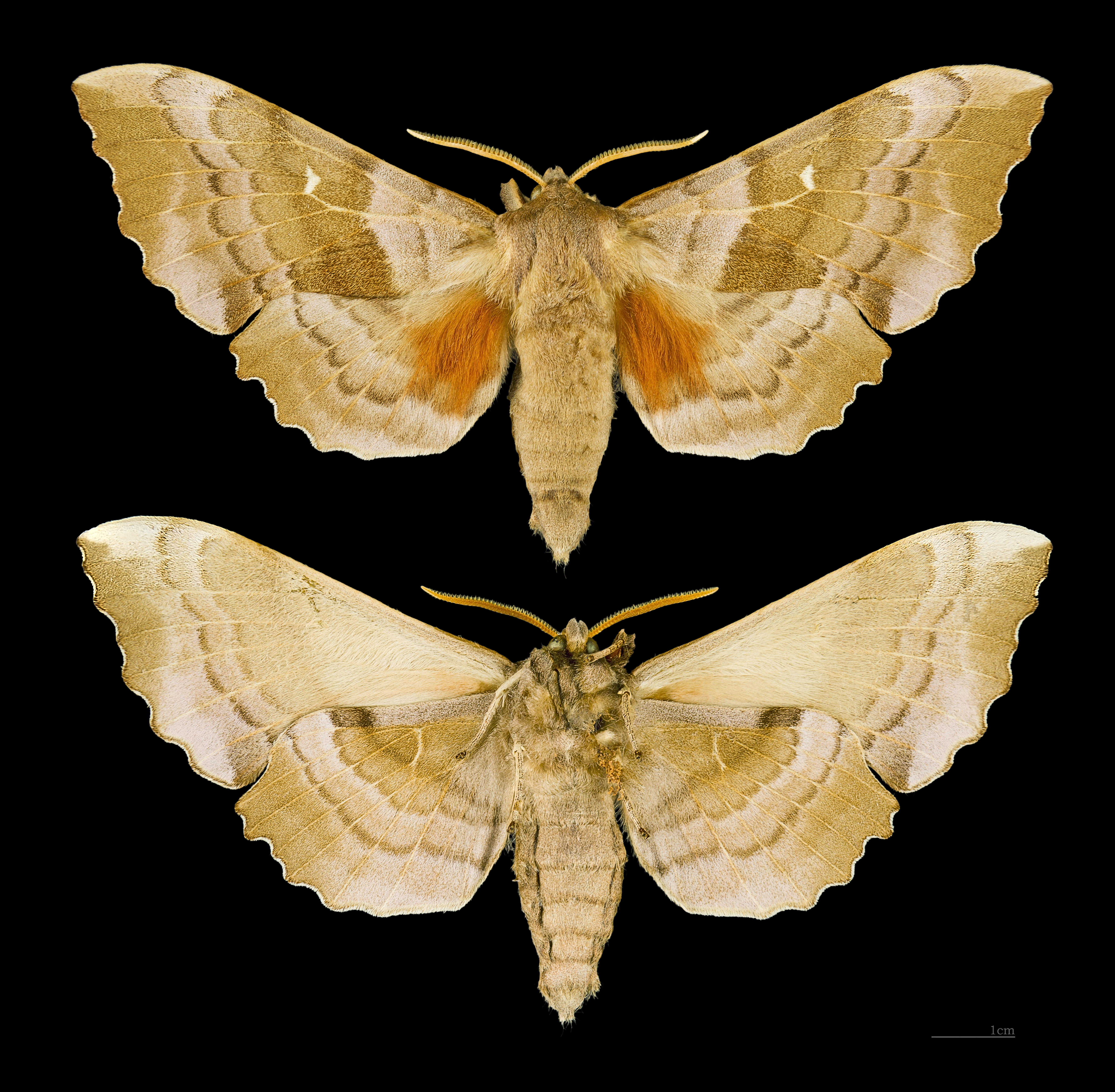
Sbírkový exemplář
(svrchní a spodní pohled)

Rozpětí křídel se pohybuje mezi 65 a 90 mm. Oba páry křídel jsou podobně zbarvené; základní barvou je šedá nebo šedohnědá s vlnkovitě oddělenými poli světlejších a tmavších odstínů, zbarvení je ale velmi variabilní. Uprostřed předních křídel se nachází malá bílá skvrnka, při kořeni zadních křídel je výrazné okrové pole, které však běžně není vidět. Jak je patrné z obrázku preparovaného jedince, morfologicky se lišaj topolový příliš neliší od ostatních lišajů; specifický vzhled sedícího motýla je docílen podsunutím spodních křídel dopředu pod přední, čímž lišaj ztrácí přirozený vzhled a maskuje se tak před nechtěnou pozorností.
Vajíčka jsou zelená, oválná, přibližně 2 mm velká.
Housenka je žlutozelená, žlutě tečkovaná. Na jednotlivých článcích těla se nacházejí šikmé nažloutlé příčky, někdy doplněné o dvě řady červených teček. Na 11. článku těla je umístěn růžek žluté barvy, u starších housenek s modrofialovým nádechem.

## Bionomie
Ve střední Evropě se lze setkat s jednou až dvěma generacemi lišaje topolového. První generace se líhne z přezimovavších kukel a její dospělci létají od května do července. Druhá generace se líhne z části kukel housenek první generace a její dospělci létají v srpnu. Jedná se o druh s večerní až noční aktivitou, často přilétající k umělým zdrojům světla. Přes den sedí motýli na kmenech a větvích stromů a využívají svého nenápadného vzhledu k ochraně před predátory. Dospělci lišaje topolového mají zakrnělý sosák, během svého života nepřijímají potravu a nenavštěvují tedy ani květy rostlin. Samička po spáření klade až 200 vajíček, většinou jednotlivě, případně v malých skupinkách.
Housenky se líhnou přibližně za 7–10 dní od nakladení, v přírodě žijí přibližně od května do září. Živnými rostlinami jsou topol černý, topol bílý, různé druhy vrb, dále pak jasany a břízy. Před kuklením slézají housenky z živného stromu a kuklí se v zemi při jeho patě.
Kukla je uložena v zemní dutině, kterou si housenka před kuklením připravila. Ta část kukel, která se nevylíhla ještě v létě, přezimuje a líhne se pak jako první generace dalšího roku.

## Galerie

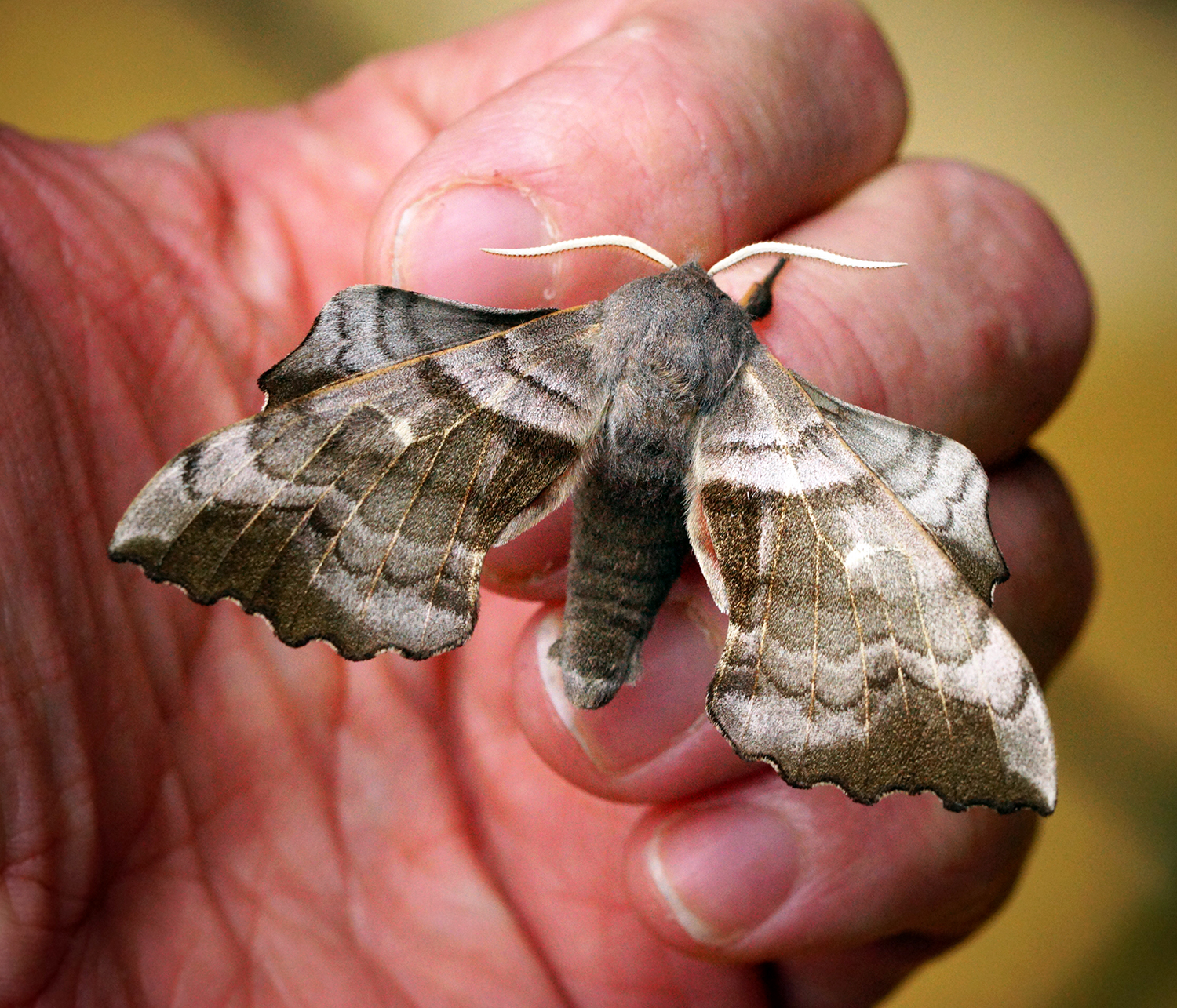
Srovnání velikosti motýla s lidskou rukou
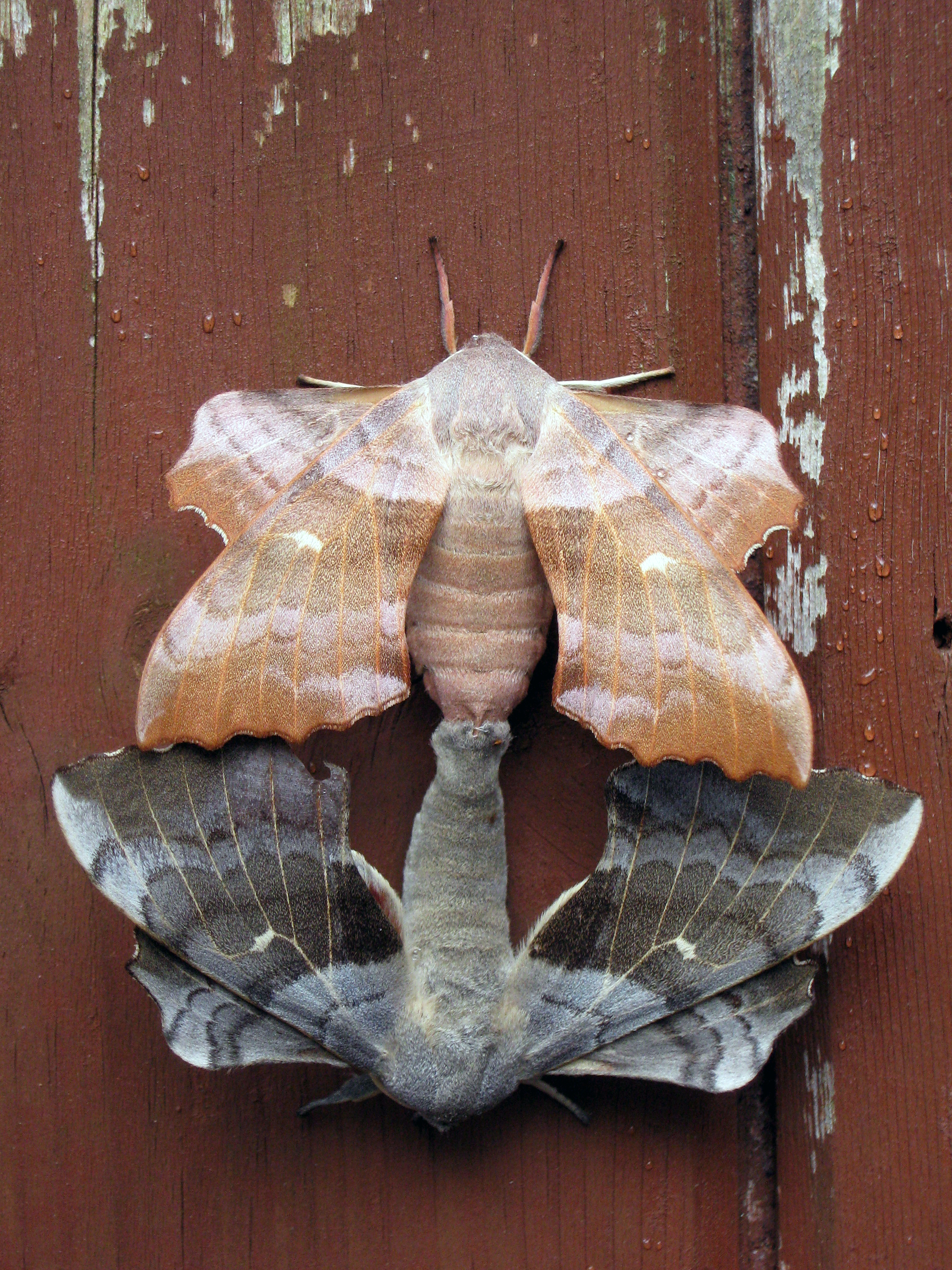
Páření (samice nahoře)
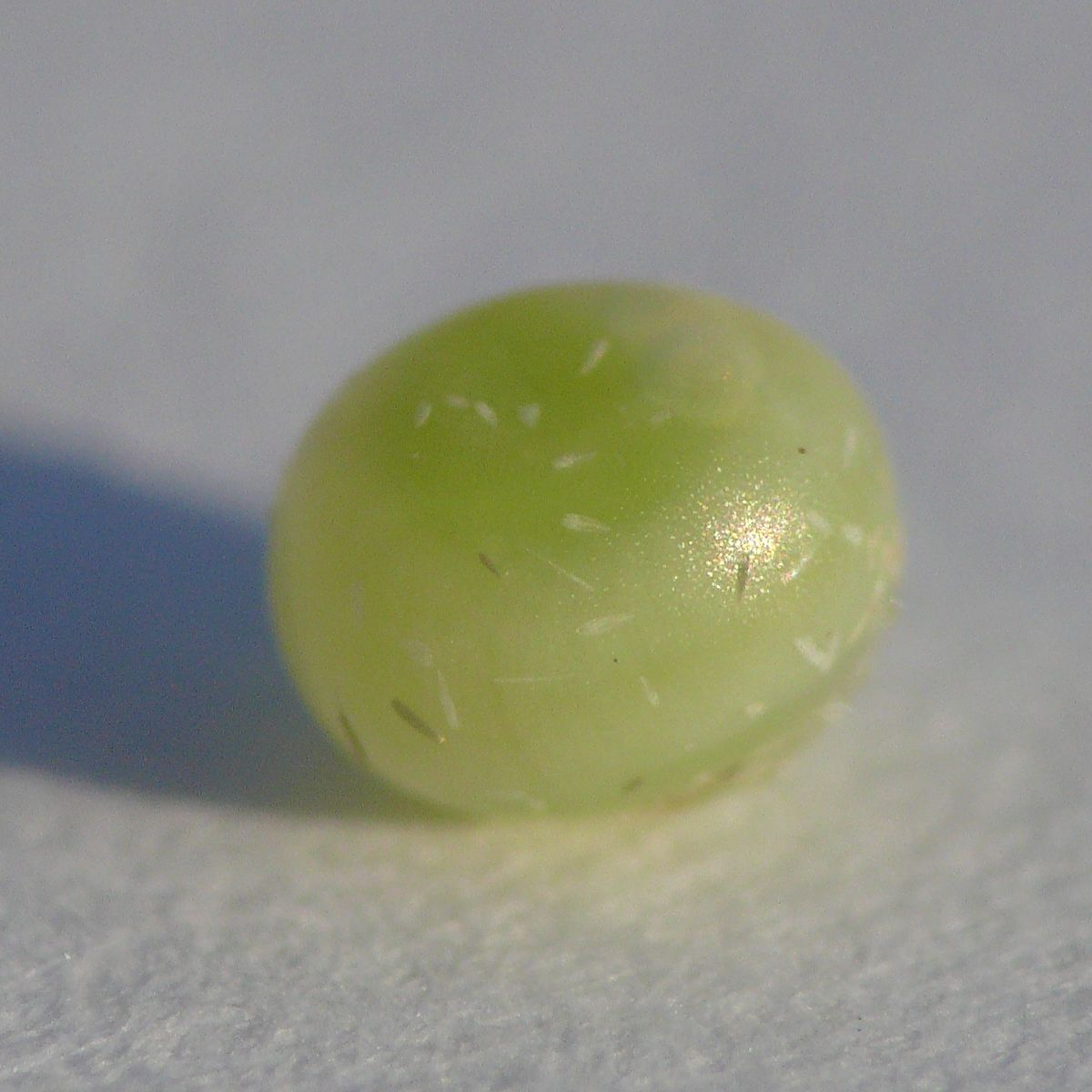
Vajíčko lišaje topolového
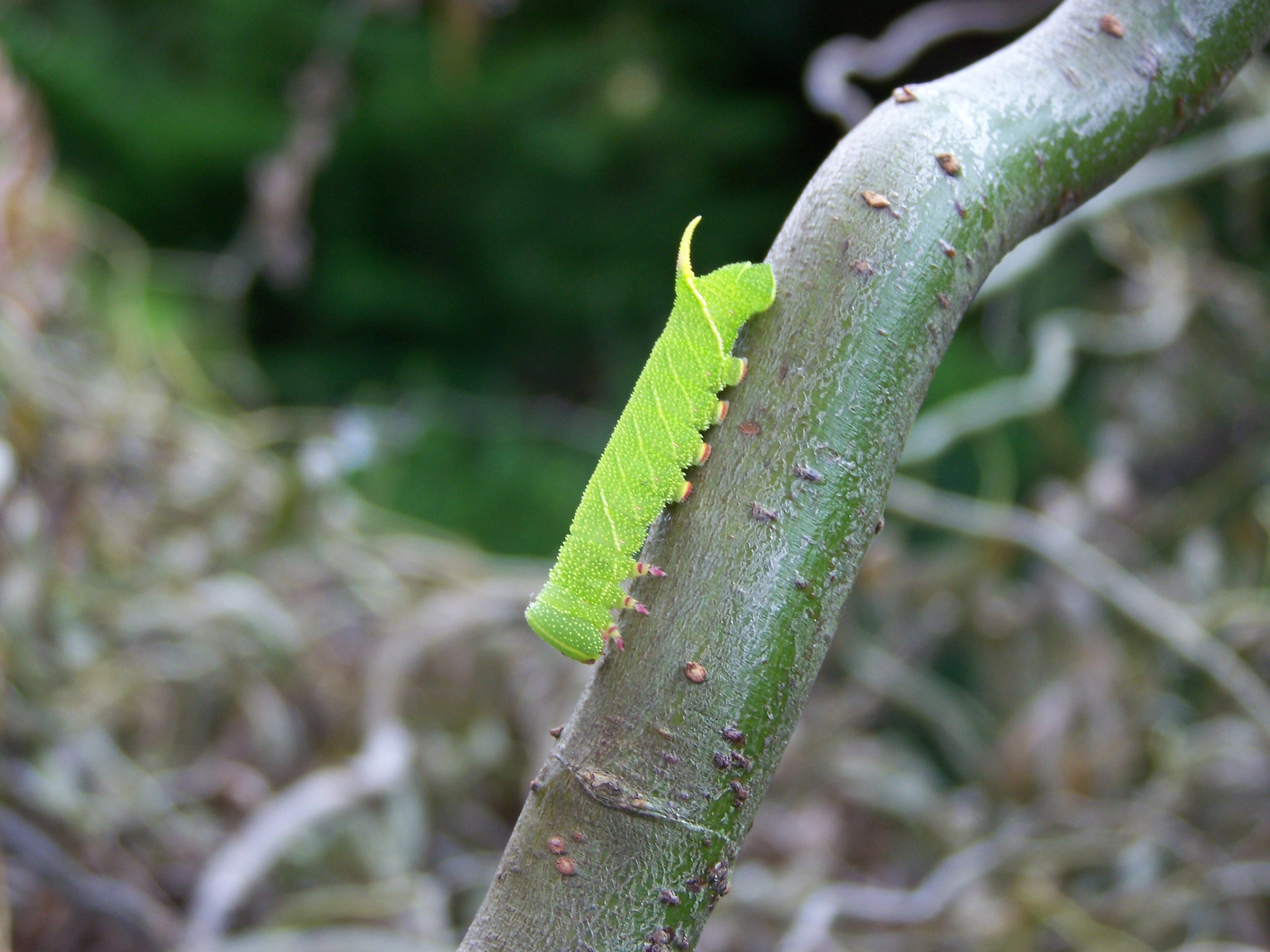
Mladá housenka
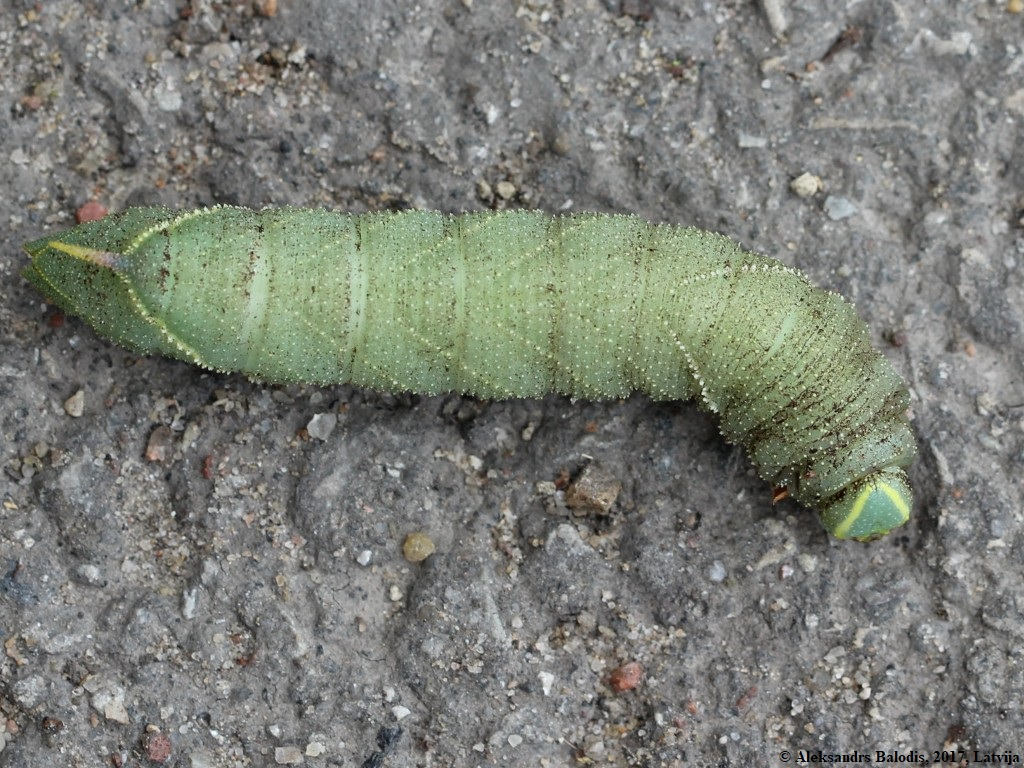
Dorostlá housenka před kuklením
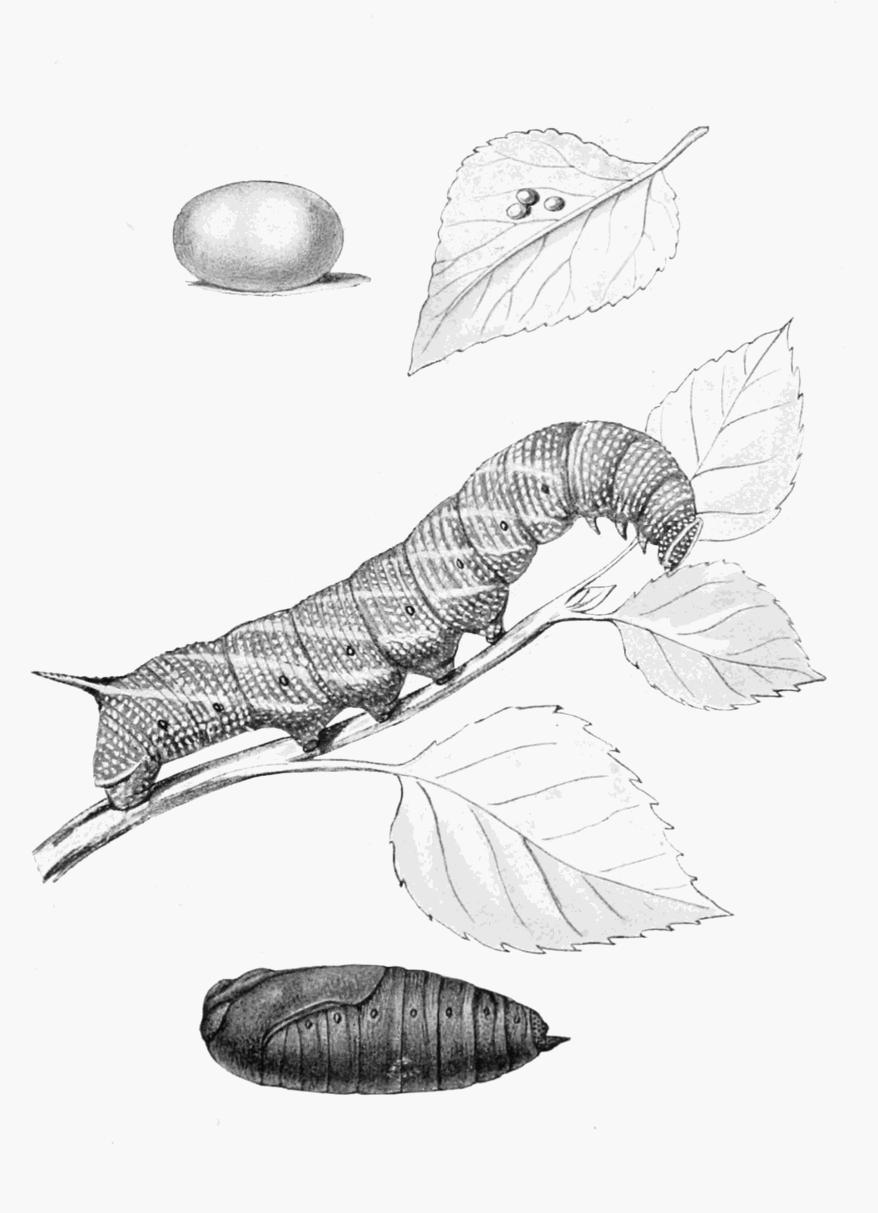
Knižní ilustrace (vajíčko, housenka, kukla)